# Claviceps paspali
Espèce
Synonymes
- Mothesia paspali (F. Stevens & J.G. Hall) Oddo & Tonolo[2]

Claviceps paspali est une espèce de champignons ascomycètes de la famille des Clavicipitaceae à distribution pan-tropicale.
Ce champignon, proche de l'ergot du seigle, parasite exclusivement les espèces de graminées du genre Paspalum. Le champignon colonise les ovaires de ces plantes et provoque le développement de sclérotes, appelées « ergots », qui remplacent les graines (ou caryopses). Ces sclérotes contiennent des mycotoxines dites « trémorgènes », qui contiennent un atome d'azote dans un noyau indol-diterpénoïde. Il s'agit entre autres de la paspaline et des paspalitrèmes A et B.
Lorsqu'elles sont ingérées par des animaux de pâturage, notamment les bovins, mais aussi les ovins et les chevaux, ces substance provoquent le « tournis du paspalum » (Paspalum staggers), maladie nerveuse caractérisée par des symptômes de tremblements, hyperexcitabilité, incoordination, ataxie, dépression et paralysie, qui s'aggravent lorsque les animaux sont soumis à certains exercices. Ces symptômes sont parfois accompagnés de diarrhée et de polyurie.

## Liste des non-classés
Selon NCBI (9 juin 2018) :
- non-classé Claviceps paspali RRC 1481